# Liste des Schtroumpfs
 (novembre 2023).
Si vous disposez d'ouvrages ou d'articles de référence ou si vous connaissez des sites web de qualité traitant du thème abordé ici, merci de compléter l'article en donnant les références utiles à sa vérifiabilité et en les liant à la section « Notes et références ».
Cette page dresse une liste des Schtroumpfs apparus dans la bande dessinée et ceux apparus dans les films ou dans les œuvres dérivées sont précisés comme étant hors-série.
Les Schtroumpfs étaient 99 à l'origine, mais plusieurs ont été ajoutés par la suite : ils sont plus de 211 à présent (voir le film de 2017). En effet, selon le Grand Schtroumpf, 100 schtroumpfs doivent danser pour la fête de la Lune bleue mais ils ne sont que 99, problème résolu par le Schtroumpf coquet qui ira en forêt fabriquer un miroir ; lors d'un orage, la foudre va donner vie à son reflet qui deviendra le Centième Schtroumpf. Plus tard, Gargamel crée la Schtroumpfette qui restera vivre au village et deviendra le 101e Schtroumpf. Ils seront 102 avec l'arrivée du Bébé Schtroumpf puis 103 avec la création de Sassette ; les autres p'tits Schtroumpfs sont des Schtroumpfs qui ont rajeuni ; il n'y a donc pas d'ajout. Le Vieux Vieux Schtroumpf et Mémé Schtroumpf qui vivent à l'écart du village peuvent être comptés pour les Schtroumpfs 104 et 105. Le Schtroumpf sauvage retrouvé dans la forêt est le 106e, il était le Centième Schtroumpf perdu, celui qui manquait à l'origine[réf. nécessaire]. Les deux Schtroumpfs robots se placent à part, mais on peut les compter comme le 107e et la 108e. Hackus et Vexy du second film sont les 109e et 110e Schtroumpfs. 100 autres Schtroumpfs filles et Saule sont également mentionnées dans le film de 2017.
En regroupant tous les Schtroumpfs cités ci-dessous (sans compter les Schtroumpfs noirs, les Schlips, les aides au Schtroumpf pompier ; ceux écrit en double, tels que le Grand Schtroumpf ou encore le Vieux Vieux Schtroumpf ; et ceux qui ont « changé de nom » (Schtroumpf héroïque, Schtroumpf optimiste, Schtroumpfissime), le décompte arrive à 100. Étant donné qu'il y a 211 Schtroumpfs (en comptant Vexy et Hackus du film de 2013, Saule et les 100 autres Schtroumpfs filles du film de 2017), il existerait 10 Schtroumpfs encore inconnus à ce jour[Quand ?] (10 qui font partie des 99 Schtroumpfs de départ).

## Les Schtroumpfs récurrents

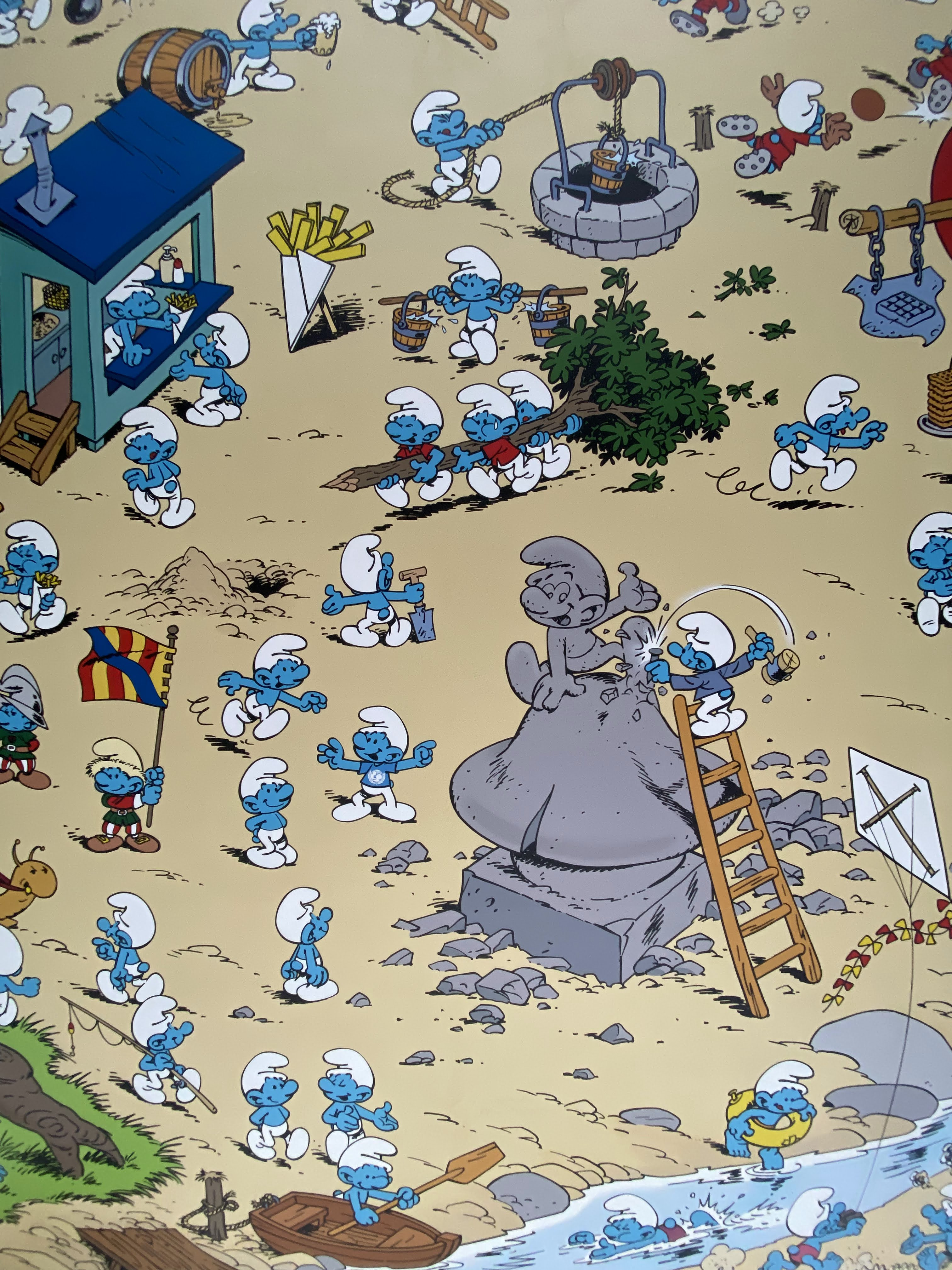
Une partie du peuple schtroumpf. Fresque à Bruxelles, en Belgique.

1. Le Grand Schtroumpf
2. Le Schtroumpf à lunettes
3. Le Schtroumpf paresseux
4. Le Schtroumpf bêta
5. Le Schtroumpf cuisinier
6. Le Schtroumpf costaud
7. Le Schtroumpf grognon
8. La Schtroumpfette
9. Le Schtroumpf tailleur
10. Le Schtroumpf poète
11. Le Schtroumpf bricoleur
12. Le Schtroumpf paysan
13. Le Schtroumpf coquet
14. Le Schtroumpf farceur
15. Le Schtroumpf maladroit
16. Le Schtroumpf gourmand
17. Le Bébé Schtroumpf

## Les Schtroumpfs présents dans un livre mais pas dans les autres (ou presque pas)
1. Le Schtroumpf financier (Le Schtroumpf financier)
2. Le Schtroumpf médecin (Docteur Schtroumpf)
3. Schtroumpf le héros (Schtroumpf le héros)
4. Le Schtroumpf reporter (Le Schtroumpf reporter)
5. Le Cosmoschtroumpf (Le Cosmoschtroumpf)
6. Le Schtroumpfissime (Le Schtroumpfissime)
7. Le Schtroumpf sauvage (Le Schtroumpf sauvage)
8. Le Schtroumpf chançard (Les Schtroumpfs joueurs)
9. Le Schtroumpf volant (Le Schtroumpf volant)
10. L'Apprenti Schtroumpf (L'Apprenti Schtroumpf)

## Créés pour la série initiale aux Éditions Dupuis

### Livre 1: Les Schtroumpfs noirs / Le Schtroumpf volant / Le Voleur de Schtroumpfs
1. Le Grand Schtroumpf : chef et sorcier du village, il possède à la fois l'autorité et la sagesse. Il apparaît en même temps que les Schtroumpfs dans l'album de Johan et Pirlouit La Flûte à six schtroumpfs. Il se distingue des autres Schtroumpfs par sa barbe blanche et la couleur rouge de sa culotte et de son bonnet ; Il apparait dans tous les albums. Ses armoires sont remplies de livres de sorcellerie et de potions magiques ; ses sortilèges ne sont pas toujours au point et se retournent parfois contre les Schtroumpfs comme dans l'album Les Schtroumpfs et le Cracoucass. Charismatique et populaire, il est craint et respecté des Schtroumpfs, même si ces derniers lui désobéissent souvent quand il a le dos tourné.
2. Le Schtroumpf à lunettes (ou Schtroumpf moralisateur) : Sous-chef du village aux fonctions multiples : chef de patrouille, contremaître, chef d'orchestre, arbitre, chef de la résistance... ses sermons perpétuels, toujours effectués avec un doigt levé et l'air moralisateur, en font un personnage insupportable qui ne s'entend bien qu'avec le grand schtroumpf, et qui lui vaut parfois d'être assommé par un autre schtroumpf (souvent le schtroumpf costaud) pendant qu'il fait la morale. Il apparaît dans l'album no 1 Les Schtroumpfs noirs puis est le personnage principal des albums no 2 Le Schtroumpfissime, no 26 Les Schtroumpfs et le Livre qui dit tout et no 30 Les Schtroumpfs de l'ordre.
3. Le Schtroumpf farceur. C'est également un personnage emblématique de la série. Sa spécialité est d'offrir des cadeaux qui explosent à la tête de ceux qui les ouvrent (sa cible favorite est le Schtroumpf a lunettes). Il est obligé de voler les humains dans Le Schtroumpfeur de bijoux, où il est le personnage principal ; on le surnomme alors le Schtroumpfeur masqué. Il apparaît dans l'album no 1 : Les Schtroumpfs noirs.
4. Le Schtroumpf volant. Il souhaite voler de ses propres ailes ; il apparaît dans l'album no 1b : Le Schtroumpf volant. Il est aussi le héros de l'histoire L'Aéroschtroumpf où il construit un avion. Il y est parfois appelé le Schtroumpf aviateur.
5. Le Schtroumpf bêta. Il confond souvent le nom des objets, par exemple bolet et bonnet. Il apparaît dans l'album no 1 : Les Schtroumpfs noirs, mais fait une brève apparition dans Le Pays Maudit. Il est le personnage principal de l'album 11c. Il aura plus tard son bonnet un peu acculé sur ses yeux, pour le distinguer.
6. Le Schtroumpf noir. Il s'agit en fait du Schtroumpf grognon qui a été piqué par une mouche et s'est transformé en Schtroumpf noir. Il mord les autres et les transforme aussi en Schtroumpf noirs.

### Livre 2: Le Schtroumpfissime
1. Le Schtroumpf coquet. Il se regarde constamment dans un miroir et a généralement une fleur dans son bonnet. Il apparaît dans l'album no 2 : Le Schtroumpfissime. Protagoniste du récit « Le Centième Schtroumpf » (Album no 4c), son reflet prend vie lors de l'explosion de son miroir par un éclair.
2. Le Schtroumpf grognon. Son expression favorite est « Moi, j'aime pas… ». C'est un personnage récurrent de la série. Du fait de la piqûre par la mouche « Bzz » dans l'album 1 Les Schtroumpfs noirs, il a gardé ce comportement désagréable qui le caractérise, si bien que l'on aurait vite fait de croire qu'il n'aime rien ni personne (sauf la Schtroumpfette), mais il révèle son bon fond lorsqu'il reporte son amour sur le Bébé Schtroumpf.  Il est le personnage principal des albums 4a, 12a et 14b. Dans l'album Histoires de Schtroumpfs, on apprend aussi qu'il « aime les fleurs » (il en cueille une et la respire), mais qu'il « n'aime pas qu'on sache qu'il aime les fleurs » (il jette la fleur par terre). Lors d'un célèbre gag repris par Edika, le Schtroumpf peintre soigne sa dépression en repeignant son phylactère d'idées noires avec un bouquet de fleurs.
3. Le Schtroumpf costaud. Personnage également récurrent, il sera plus tard reconnaissable au tatouage en forme de cœur qu'il portera sur le biceps droit (sur le gauche dans les films, livres voire sur les deux dans le dessin animé). Il se dévoue toujours pour les travaux qui demandent de la force et aime en faire démonstration devant la Schtroumpfette, car il est réputé être le plus fort des Schtroumpfs. Il se révèle cependant corruptible dans l'album no 2 : Le Schtroumpfissime où il sera chef de la garde royale du Schtroumpf tyrannique.
4. Le Schtroumpf gourmand. Il a toujours faim et tient un gâteau entre ses mains. Il réclame souvent quelque chose à manger au Schtroumpf cuisinier ou au Schtroumpf pâtissier. C'est un personnage présent dans presque tous les albums. Il apparaît dans le no 2 : Le Schtroumpfissime, et notamment dans les dessins animés Hanna-Barbera. Dans le dessin animé c'est lui le cuisinier, tandis que dans les bandes dessinés il est un schtroumpf comme les autres, quoique cuisinant parfois lui-même ses mets favoris.
5. Le Schtroumpf paresseux. Il passe le plus clair de son temps à faire la sieste, ce qui en fait la cible privilégiée des sermons du Schtroumpf à lunettes. Il est le personnage principal de l'album no 15 : L'Étrange Réveil du Schtroumpf paresseux. Il apparaît dans l'album no 2 : Le Schtroumpfissime.
6. Le Schtroumpf musicien. Il apparaît pour la première fois dans le mini-récit Le Centième Schtroumpf, où il est bien appelé « le musicien » mais où il joue de la flûte. Il semble déjà jouer faux car, sur les deux doubles croches qu'il émet, l'une est dessinée tremblée à la sortie du trou de l'instrument[2]. Plus tard, Schtroumpfonie en ut montre deux Schtroumpfs musiciens : d'une part, celui qui interprète tout seul la « Schtroumpfonie en ut » au début du récit (il joue de la flûte[3] et manifestement il en joue juste) ; d'autre part, celui qui s'est fabriqué une trompette pour pouvoir se joindre à l'orchestre, après que le Grand Schtroumpf a invité tous les Schtroumpfs à jouer de la musique. Or ce Schtroumpf trompettiste (qui n'est jamais qualifié de « Schtroumpf musicien » dans cette histoire) joue faux d'emblée, et il joue tellement faux, même lorsque d'autres instruments lui sont prêtés, qu'il se fait exclure de l'orchestre. Trompé par Gargamel, qui se déguise en fée et lui offre un instrument de musique maléfique dont le son plonge tout le village dans un profond coma, son aptitude à jouer faux lui permet au dénouement de sauver ses compagnons, sa musique ayant le don de « réveiller les morts » (« Tu schtroumpfes tellement faux que tu schtroumpferais un mort ! » lui dit le premier Schtroumpf qu'il tire de sa catalepsie). C'est ce Schtroumpf trompettiste qui sera le Schtroumpf musicien des épisodes suivants. Dans la version remaniée du Centième Schtroumpf (incluse dans l'album L'Œuf et les Schtroumpfs), il joue – comme dans le mini-récit d'origine – de la flûte[4] mais cet instrument produit un « Pouêêt » caractéristique, les auteurs ayant décidé de fusionner les deux personnages. Dans l'épisode du Schtroumpfissime, il est obligé de jouer du tambour, instrument avec lequel il produit des fausses notes qui ont un son de trompette.

### Livre 3: La Schtroumpfette
1. La Schtroumpfette. Seule représentante du sexe féminin jusqu'à l'arrivée de Sassette. Elle se plaint toujours au Grand Schtroumpf de ses problèmes avec ou sans raison, comme si elle n'était pas capable de les régler elle-même. Elle est à l'origine créée par Gargamel pour assouvir sa vengeance. Tous les Schtroumpfs sont amoureux d'elle. Elle apparaît dans l'album no 3 : La Schtroumpfette . Au fil des albums, elle devient peu à peu moins frivole, jusqu'à devenir la voix de la sagesse lorsque les schtroumpfs importent une nouvelle innovation qui perturbe l'équilibre du village, comme dans Les Schtroumpfs et les Haricots mauves ou elle dénonce les dérives de la malbouffe. Dans l'album La Grande Schtroumpfette, elle remplace même momentanément le grand schtroumpf sur décision de celui ci ;
2. Le Schtroumpf poète. Il porte souvent une plume, un parchemin et un répertoire de rimes. Il apparaît dans l'album no 3 : La Schtroumpfette. Il est le personnage principal de l'album no 31 : Les Schtroumpfs à Pilulit.

### Livre 4: L'Œuf et les Schtroumpfs / Le Centième Schtroumpf / Le Faux Schtroumpf
1. Le Schtroumpf bricoleur. Il est l'inventeur du village, tenant également le rôle de forgeron et d'ingénieur, puisqu'il supervise la construction du pont et du barrage sur la rivière Schtroumpf. Il est reconnaissable au crayon qu'il porte sur l'oreille et à la salopette blanche (plus tard bleue) dont il est vêtu, à la place des traditionnels bas blancs ; il tient souvent un tournevis et une clé à molette dans les mains. Il tient un rôle important dans plusieurs histoires : ainsi, il construit la machine qui dérègle le temps dans l'album no 6 Le Schtroumpfeur de pluie et il crée même un robot dans l'album no 13 Le Schtroumpf robot. Il est cité dans l'album no 3 La Schtroumpfette. Et il est le principal protagoniste de l'album no 21 : On ne schtroumpfe pas le progrès.
2. Le Centième Schtroumpf (ou Schtroumpf reflet). C'est le reflet du Schtroumpf coquet qui est sorti d'un miroir à la suite d'un orage. On peut noter qu'il ne sera pas « Schtroumpf coquet no 2 »  mais un schtroumpf normal (un seul schtroumpf coquet sera cité au cours de la série). Il apparaît dans l'album no 4 : L'Œuf et les Schtroumpfs.

### Livre 6: Le Cosmoschtroumpf / Le Schtroumpfeur de Pluie
1. Le Cosmoschtroumpf. Héros de sa propre histoire, il veut explorer l'espace. Il apparaît dans l'album no 6 : Le Cosmoschtroumpf. Il fera des apparitions-éclairs dans d'autres albums (Schtroumpferies...). Dans le dessin animé, le Cosmoschtroumpf est le Schtroumpf rêveur car lors de son anniversaire il souhaite pouvoir s'envoler dans l'espace.
2. Le Schtroumpf rêveur. Dans l'album no 6 Le Cosmoschtroumpf, quand le Cosmoschtroumpf construit sa machine, un Schtroumpf lui dit « Demande des conseils au Schtroumpf rêveur ! Il est toujours dans la lune ! ». Dans le dessin animé, le Schtroumpf rêveur est le Cosmoschtroumpf. On le voit aussi dans l'épisode Le Schtroumpf qui devient roi.
3. Le Schtroumpf paysan. Il cultive l'ensemble des plantations qui permettent aux Schtroumpfs de se nourrir. Sa phrase favorite est « cré vingt schtroumpfs ! ». Il apparaît dans l'album no 6 : Le Cosmoschtroumpf ; à noter que dans une planche d'un album de la série Schtroumpferies, un Schtroumpf l'appelle Schtroumpf jardinier.
4. Les Schlips et le Magnat Schlips. Il s'agit en fait des Schtroumpfs que le Grand Schtroumpf a transformés pour faire croire au Cosmoschtroumpf qu'il se trouve sur une autre planète.

### Livre 7: L'Apprenti-Schtroumpf
1. L'Apprenti Schtroumpf. Il est fasciné par la magie, mais il n'a pas la science du Grand Schtroumpf et ses sorts lui jouent de vilains tours ; il apparaît notamment dans l'album no 7 : L'Apprenti Schtroumpf.
2. Le Schtroumpf sculpteur. Il crée des sculptures et autres créations artistiques dans son atelier. Dans le Schtroumpf Financier, il fournit à ce dernier un moule qu'il a gravé d'après un dessin réalisé par le Schtroumpf peintre afin de créer des pièces de monnaie. Il est vêtu d'une blouse grise et ses vêtements apparaissent poussiéreux en raison de son activité.

### Livre  8: Histoires de Schtroumpfs
1. Le Schtroumpf frileux. Il a toujours une grande écharpe autour du cou et le nez qui coule ; il apparaît notamment dans l'album no 8 : Histoires de Schtroumpfs.
2. Le Schtroumpf pêcheur. Il essaye d'attraper du poisson sans raison apparente, puisque les Schtroumpfs sont végétariens.

### Livre 10: La Soupe aux Schtroumpfs

Illustration du Schtroumpf cuisinier sur une fresque murale à Bruxelles.

1. Le Schtroumpf cuisinier. Appelé aussi « Schtroumpf cuistot » dans certaines histoires. Il apparaît dans le tome no 10 : La Soupe aux Schtroumpfs. Le personnage est confondu avec le Schtroumpf gourmand et le Schtroumpf pâtissier dans la série animée, et il a été appelé ainsi une fois dans l'histoire Peinture schtroumpfante, mais ce sont bel et bien trois Schtroumpfs différents. Dans le dessin animé, le Schtroumpf  cuisinier et le Schtroumpf  gourmand sont un seul et même Schtroumpf.

### Livre 11: Les Schtroumpfs olympiques
1. Le Schtroumpf chétif. Personne n'en veut dans son équipe, de peur de perdre, mais le Grand Schtroumpf lui redonne confiance en lui grâce à un faux dopant. Il apparaît dans l'album no 11 : Les Schtroumpfs olympiques.
2. Le Schtroumpf amoureux. Fou amoureux de la Schtroumpfette, il apparaît dans l'album no 11 : Les Schtroumpfs olympiques.
3. Le Schtroumpf prétentieux. Un Schtroumpf qui cherche toujours à se faire remarquer. Il apparaît dans l'album no 11 : Les Schtroumpfs olympiques.

### Livre 12: Le Bébé Schtroumpf

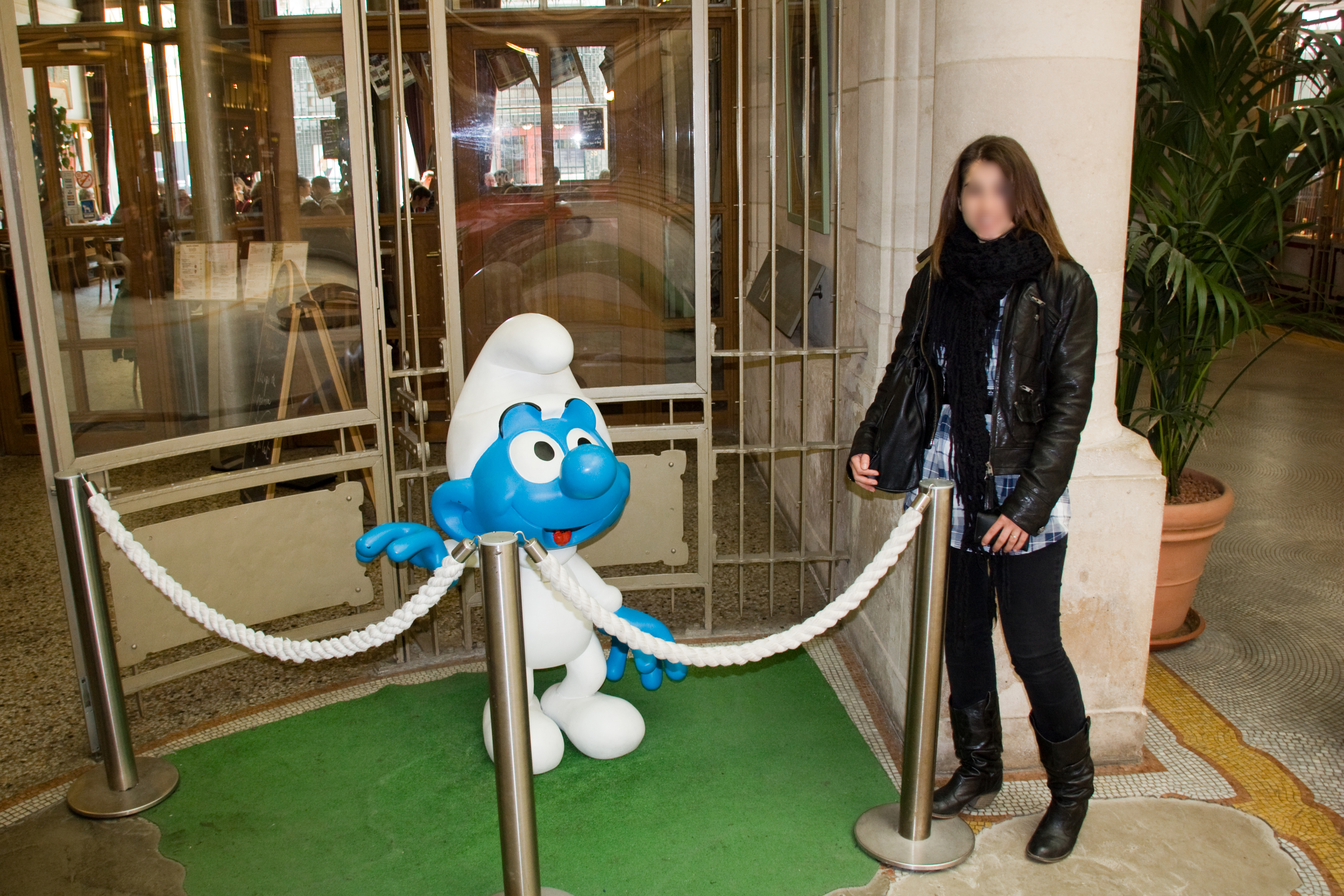
Statue du Bébé Schtroumpf dans le Centre belge de la bande dessinée à Bruxelles.

1. Le Bébé Schtroumpf. Apporté par une cigogne une nuit de lune bleue, il apparaît pour la première fois dans l'album no 12 Le Bébé Schtroumpf. Selon la série animée, quand un bébé schtroumpf prononce son premier mot — le nom d'un ennemi des Schtroumpfs — cela veut dire qu'il est destiné à devenir un jour le chef des Schtroumpfs. Le Bébé Schtroumpf a prononcé son premier mot qui est « Gargamel », ce qui lui assure un jour de remplacer le Grand Schtroumpf. Il possède également des pouvoirs magiques dans ses mains secrètement, encore faibles, mais qui le vouent à un grand destin.
2. Le Schtroumpf infirmier. Le Schtroumpf qui soigne les Schtroumpfs qui, par exemple, se seraient tapés le doigt avec un marteau en essayant d'enfoncer un clou. Fait une brève apparition dans l'histoire 12b. Ne pas confondre avec le Schtroumpf docteur, qui lui est habillé à la manière des médecins médiévaux. Il porte un t-shirt blanc et une trousse de secours.

Illustration du Schtroumpf peintre peignant des tableaux sur une fresque murale à Bruxelles.

1. Le Schtroumpf peintre. L'artiste-peintre du village. Il porte une veste rouge et un ruban noir autour du cou, dans le dessin animé il a un accent italien (un accent français en anglais)
2. Le Schtroumpf maladroit. L'empoté du village qui multiplie les gaffes. Dans le dessin animé et les films il a le bonnet légèrement sur les yeux. (Caractéristique reprise notamment par le Schtroumpf Bêta plus tard dans les BD.)

## Personnages créés en premier lieu dans la série animée; les albums ont été initialement publiés dans la collection «Cartoon Creation»
1. Sassette. C'est le second Schtroumpf de sexe féminin. Comme la Schtroumpfette, elle a été créée magiquement. Elle apparaît dans l'album no 13 Les P'tits Schtroumpfs, où elle est soumise à un sort de Gargamel, mais le Grand Schtroumpf réussira à la sauver à temps avec un antidote.
2. Le Schtroumpf colérique. Il ne faut pas le confondre avec le Schtroumpf grognon. Il apparaît notamment dans l'album no 13 : Les P'tits Schtroumpfs Après son rajeunissement, il porte un tee-shirt jaune avec un nuage d'orage dessiné dessus.
3. Le Schtroumpf mollasson. À ne pas confondre avec le Schtroumpf paresseux. Il apparaît dans l'album no 13 : Les P'tits Schtroumpfs Après son rajeunissement, il porte un tee-shirt rouge.
4. Le Schtroumpf nature. Amoureux de la nature et des insectes, après son rajeunissement il porte un chapeau de paille. Ne pas confondre avec le Schtroumpf paysan. Il apparaît dans l'album no 13 : Les P'tits Schtroumpfs.
5. Le Schtroumpf bûcheron. Il fournit aux Schtroumpfs du bois de chauffe ; il apparaît à partir de l'album no 22 :  Le Schtroumpf reporter et fait plusieurs apparitions dans les albums suivants. Dans les Schtroumpfs et la machine à rêver il dit qu'il fait partie des Schtroumpfs qui connaissent le mieux la forêt car il y passe toutes ses journées de par son activité. Il porte une chemise à carreaux et son bonnet de couleur rouge sombre semble être en laine.
6. Le Schtroumpf tailleur (de vêtements). Il s'occupe de vêtir les Schtroumpfs ; il apparaît dans l'album no 13 : Les P'tits Schtroumpfs. Il a un porte-aiguille rouge au poignet.
7. Le Schtroumpf tailleur (de pierre). L'autre Schtroumpf tailleur est un tailleur de pierre. Il est appelé par erreur par le Grand Schtroumpf dans Les P'tits Schtroumpfs (« Hep, Schtroumpf tailleur ! ») avant que celui-ci ne se reprenne et appelle l'autre Schtroumpf tailleur pour faire des vêtements aux P'tits Schtroumpfs ; le Schtroumpf tailleur (de pierre) porte à cette occasion un marteau et un burin ; il apparaît dans l'album no 13 : Les P'tits Schtroumpfs.. À ne pas confondre avec le Schtroumpf mineur et le Schtroumpf sculpteur.
8. Le Vieux Vieux Schtroumpf et Mamy Schtroumpf. Doyens des Schtroumpfs dans l'animation de télévision. Le Vieux Vieux Schtroumpf était en fait le Grand Schtroumpf à l'époque où le Grand Schtroumpf actuel était un Schtroumpf normal.
9. Le Schtroumpf indécis. Comme son nom l'indique, il  ne peut pas se décider. Il devra bien le faire pour sauver ses amis dans le château de Balthazar.

### Schtroumpfs créés dans la seconde collection, aux Éditions Lombard, Thierry Culliford ayant remplacé Peyo à la tête du studio
1. Le Schtroumpf boulanger/pâtissier. Il fournit tous les Schtroumpfs en pain ; il apparaît dans l'histoire Pâques schtroumpfantes (dans l'album Les Schtroumpfs olympiques) et dans l'album Schtroumpf les Bains. Il ne faut pas le confondre avec le Schtroumpf cuisinier, qui lui porte un chapeau de cuisinier ; ils sont deux Schtroumpfs différents. À ne pas confondre non plus avec le Schtroumpf gourmand.
2. Le Schtroumpf meunier. Il fournit le Schtroumpf boulanger en blé. Il porte la culotte blanche traditionnelle mais est chaussé des mêmes sabots que le Schtroumpf paysan. Il est également vêtu d'un haut bleu foncé avec un foulard rouge et est coiffé d'un bonnet rayé en blanc et bleu foncé dont la pointe tombe en arrière.
3. Le Schtroumpf menuisier. Il fabrique les meubles en bois. On pourrait également le qualifier d'architecte.[pourquoi ?]
4. Le Schtroumpf mineur. Il passe le plus clair de son temps dans sa mine, située aux abords du village. Contrairement à ce que pourrait laisser penser sa fonction, l'or l'embarrasse et c'est lui qui en fournira au Schtroumpf financier dans l'album no 16 Le Schtroumpf financier pour faire de la monnaie. Il fournit également le village en charbon. Son couvre-chef est en réalité un casque en métal de même forme que les bonnets Schtroumpfs traditionnels.
5. Le Schtroumpf timide.  Il apparaît dans l'album no 15c (Le Schtroumpf et son dragon).
6. Le Schtroumpf robot. Il est créé par le Schtroumpf bricoleur dans l'album no 13b : Le Schtroumpf robot.
7. Le Schtroumpf financier. Il veut introduire le système monétaire dans l'album no 16 : Le Schtroumpf financier. Il porte une petite sacoche de cuir à la ceinture.
8. Le Schtroumpf peureux. Craignant toujours que Gargamel ne lui tombe sur la tête, il pourrait bien finir par filer la frousse à ses camarades à force de prédire des malheurs.

### Schtroumpfs créés après la mort de Peyo
1. Le Schtroumpf malade. Schtroumpf hypocondriaque, il apparaît dans l'album Docteur Schtroumpf où il sera le premier patient de celui-ci.
2. Le Schtroumpf docteur ou Schtroumpf médecin. Il remplace pendant un court laps de temps le Grand Schtroumpf dans le domaine médical. À ne pas confondre avec le Schtroumpf infirmier, qui lui soigne les petites blessures, alors que le Docteur soigne les malades ; ni avec l'autre Schtroumpf docteur apparaissant dans quelques-unes des 3 Histoires de Schtroumpfs. D'ailleurs, le Schtroumpf docteur porte une blouse blanche et un stéthoscope.
3. Le Schtroumpf sauvage. C'est une sorte de Tarzan ou homme de la jungle schtroumpf ; bébé, il est tombé de la cigogne qui le transportait. Il s'agit en fait du centième Schtroumpf qui manque dans l'histoire Le Centième Schtroumpf, où sa place est prise par le reflet jumeau du Schtroumpf Coquet. Perdu dans la forêt, il a été recueilli et élevé par des écureuils. Il apparaît dans l'album no 19 Le Schtroumpf sauvage.
4. Le Schtroumpf reporter. Il crée le premier journal d'information Schtroumpf. Il apparaît dans l'album no 22 Le Schtroumpf reporter. Il a un chapeau brun et mou de forme Schtroumpf auquel est accroché une carte de presse (qu'il a faite lui-même).
5. Le Schtroumpf joueur. Il apparaît dans Qui veut jouer à la balle ?.
6. Le Schtroumpf potier. Il s'occupe de faire des pots. Il apparaît dans l'album no 26 (Les Schtroumpfs et le Livre qui dit tout) et l'album no 27 (Schtroumpf les Bains).
7. Le Schtroumpf acteur. Il apparaît dans 120 blagues de Schtroumpfs 2.
8. Le Schtroumpf distrait. Il apparaît dans Les Schtroumpfs et le Livre qui dit tout.
9. Le Schtroumpf chançard. Il a été le premier à organiser des paris et des jeux de hasard chez les Schtroumpfs. Il apparaît dans l'album no 23 : Les Schtroumpfs joueurs.
10. Le Schtroumpf équilibriste. Il apparaît dans 120 blagues de Schtroumpfs 3.
11. Le Schtroumpf frimeur. À ne pas confondre avec le Schtroumpf prétentieux. Il apparaît également dans 120 blagues de Schtroumpfs 3.
12. Le Schtroumpf facteur. Il distribue le courrier et apparaît dans plusieurs mini-histoires des Schtroumpfs.
13. Le Schtroumpf pompier. Capitaine de la compagnie de pompiers du village, il apparaît pour éteindre les incendies ou s'occuper du service des eaux dans l'album no 2 de la Collection Pirates (La Piscine des Schtroumpfs). Il apparait (avec ses aides) dans Les Schtroumpfs de l'ordre pour éteindre l'incendie de la remise.
14. Les aides du Schtroumpf pompier. On ne sait pas si c'est leur véritable nom, il est possible qu'ils aient une désignation propre en temps normal et qu'ils se portent volontaires ou qu'ils soient affectés à cette tâche ; ils assistent le Schtroumpf pompier qui ne peut gérer seul les incendies ou le service des eaux ; il semble qu'il agisse du Schtroumpf paresseux et du Schtroumpf bêta.
15. Le Schtroumpf météo. Il apparaît dans Sacrée Schtroumpfette et dans Schtroumpferies 4.
16. Le Schtroumpf coiffeur. Il apparaît dans 120 blagues de Schtroumpfs 3.
17. Le Schtroumpf explorateur. Il apparaît dans 120 blagues de Schtroumpfs 3.
18. Le Schtroumpf campeur. Un Schtroumpf qui adore faire du camping. À ne pas confondre avec le Schtroumpf explorateur.
19. Le Schtroumpf fakir. Un Schtroumpf qui utilise sa flûte pour charmer tout ce qui ressemble à un serpent (exemple : les spaghettis du Schtroumpf cuisinier)
20. Le Schtroumpf menteur. Un Schtroumpf qui adore mentir. Il réussira même à piéger le Schtroumpf farceur grâce à ses mensonges.
21. Le Schtroumpf fêtard. Ce Schtroumpf est toujours prêt à faire la fête.
22. Le Schtroumpf discret (également appelé Schtroumpf frustré ou Schtroumpf aux lampions dans Les Schtroumpfs de l'ordre). Le schtroumpf le moins connu et le plus discret du village. Lassé de recevoir des amendes alors qu'il remplit des tâches fastidieuses sans que personne prête attention à lui, il sabote la foire délibérément afin de provoquer les Schtroumpfs de l'ordre.
23. Le Schtroumpf qui pue. Un Schtroumpf au grand coeur qui a pour amie une mouche mais qui est très sale.

## Exceptions
Il apparaît parfois des Schtroumpfs dont on ignore le nom exact d'avant l'aventure, mais qui par supposition, deviennent connus sous ce nom-ci par la suite :
1. Le Schtroumpfissime. Il ne sera plus mentionné après, sauf brièvement dans Les Schtroumpfs olympiques et dans Les Schtroumpfs de l'ordre, reprenant, on suppose, son ancienne désignation après que les autres Schtroumpfs lui eurent pardonné. Il s'agit peut-être du Schtroumpf prétentieux. Au début du film Les Schtroumpfs et le village perdu, lors de l'intervention du Schtroumpf Paysan, on peut voir que ce dernier utilise son costume doré comme épouvantail pour son jardin. Dans le dessin animé, il s'agit du Schtroumpf à lunettes.
2. Le Schtroumpf pas comme les autres. Héros d'une histoire dans l'album no 5, on ne sait pas si c'est son véritable nom. Dans le dessin animé il s'agit du Schtroumpf rêveur.
3. Le Schtroumpf volant (voir plus haut). On ne sait pas si c'est son véritable nom ni quelle était sa dénomination avant de rêver de voler. Devenu trop lourd à la fin du Schtroumpf volant, il décide d'être un Schtroumpf marin.
4. Le Cosmoschtroumpf (voir plus haut). On ne sait pas s'il avait une autre dénomination avant l'aventure mais il garde cette identité ensuite.
5. L'Apprenti Schtroumpf (voir plus haut). Il décide d'apprendre la magie dans l'album du même nom et il réapparaît parfois pour des gags dans les albums de Schtroumpferies. On ne sait pas quelle était sa désignation première.
6. Le Schtroumpf financier (voir plus haut), on peut supposer qu'il reprend son ancien nom à la fin de l'album, voyant que le système monétaire ne prend pas chez les Schtroumpfs.
7. Le Schtroumpf médecin (voir plus haut). Il décide de devenir médecin pour aider un Schtroumpf malade, on ne sait pas non plus quelle était sa désignation avant l'aventure, mais on peut supposer qu'il la reprend à la fin car d'autres Schtroumpfs décident également de se consacrer à la médecine pour un certain temps dans l'album.
8. Le Schtroumpf reporter (voir plus haut). Il devait porter un autre nom avant de créer son journal.
9. Le Schtroumpf propriétaire. Il devient propriétaire de la nouvelle maison champignon qui vient de pousser, mais comme tous les Schtroumpfs sont propriétaires, on ne sait pas si c'est sa vraie désignation.
10. Le Super Schtroumpf (voir plus bas). On ignore quelle était sa désignation avant de recevoir ses pouvoirs.
11. Les aides du Schtroumpf pompier.

## Schtroumpfs hors série principale
1. Le Schtroumpf propriétaire apparaît uniquement dans l'histoire La Maison de Schtroumpf publiée dans le livre Le Puits aux échanges de la collection 3 Histoires de Schtroumpfs en 1994. Dans ce même album est aussi mentionnée l'existence du Schtroumpf forgeron.
2. Le Schtroumpf paléontologue. Il apparaît uniquement dans l'histoire Les Schtroumpfosaures de la collection 3 Histoires de Schtroumpfs publiée en 1995. Habillé comme un explorateur, il découvre deux œufs de dinosaures en compagnie de Puppy et du Schtroumpf curieux. Les deux dinosaures qui en sortent mettent la pagaille dans le village et chez Gargamel. Dans un jeu dans le magazine (histoire spéciale, page 78, publiée en suédois dans Smurfarna #4/2012) apparaît un Schtroumpf archéologue. Il est habillé comme un chercheur en plein air, cherchant des squelettes anciens.
3. Le Schtroumpf curieux.
4. Le Schtroumpf grenouille, plongeur.
5. Le Super Schtroumpf. Il a reçu des supers pouvoirs de la fée Clo-clo, il apparaît dans un album de 3 Histoires de Schtroumpfs, et dans l'album n°3 de la Collection Pirates (La Schtroumpfette et le Chevalier) ainsi que l'album n°2 de la même collection (Les P'tits Schtroumpfs sur la Lune).

## Schtroumpfs hors série
1. Le Schtroumpf interprète. Il apparaît dans une mini-histoire de la série Les Petits Hommes où ceux-ci rencontrent des Schtroumpfs. Le Schtroumpf farceur va le chercher pour communiquer car il est le seul avec le Grand Schtroumpf et le Schtroumpf grognon à parler le langage des humains.
2. Le Schtroumpf Super Drive. Il apparaît uniquement dans le jeu vidéo Turbo Schtroumpf en tant que personnage à débloquer en terminant les 3 circuits de La Zone Interdite en mode Challenge. C'est un super mécanicien, sans doute lui qui a construit les voitures des Schtroumpfs du jeu.
3. Le Schtroumpf balayeur. Il apparaît dans le jeu Smurf's Village, disponible sur Android et iOS. Il s'occupe de balayer la poussière se trouvant dans votre village (ce qui vous rapporte de l'expérience pour améliorer votre village).